# Browningia albiceps
Browningia albiceps F.Ritter, es una especie fanerógama perteneciente a la familia de las cactáceas. Es endémico de Perú en Cajamarca, en el norte de la sierra peruana. Actualmente es considerada sinónimo de Browningia microsperma.

## Descripción
Es un cactus arbolado con un tronco principal con alrededor de 1.5 m de altura o más; los tallo de 8 a 10 cm de diámetro con alrededor de 17 costillas;  blancas areolas;  los tallos mayores tienen de 12 a 20 espinas. Las flores son diurnas.

## Taxonomía
Browningia albiceps fue descrita por Friedrich Ritter y publicado en Kakteen in Südamerika 1322, en el año 1981.
Etimología
Browningia: nombre genérico otorgado en honor de  Webster E. Browning (1869–1942), director del Instituto Inglés en Santiago de Chile.
El epíteto de la especie albiceps significa, con "manchas blancas en el tronco", lo que es causado por las areolas muy próximas entre sí.
Sinonimia
- Browningia microsperma[6]